# 圖瓦盧經濟
圖瓦盧是玻里尼西亞的一個島國，位處澳大利亞和夏威夷之間，據2017年人口普查，人口只有11,192人，其經濟受偏遠地理位置和缺乏規模經濟所限，2023年的國內生產總值只有6.3千萬美元，排名倒数第一，人均gdp约6000美元，被聯合國定為最不發達國家之一。圖瓦盧政府的主要收入來源包括捕魚許可證的牌照費用（根據南太平洋金槍魚條約所收取）、.tv網域的使用費、圖瓦盧信託基金的收入及國際間的捐贈（來自其他國家及亞洲開發銀行）。

## 外部連結
- (PDF). Government of Tuvalu. 2016  [27 April 2021]. （原始内容存档 (PDF)于2019-12-31）.
- (PDF). Government of Tuvalu. 2020  [27 April 2021]. （原始内容存档 (PDF)于2023-08-03）.
- Office of the Auditor General of Tuvalu （页面存档备份，存于）